# Большой Кутюм
Большой Кутюм — река в России, протекает по Дуванскому району Башкортостана. Устье реки находится в 74 км от устья Юрюзани по правому берегу. Длина реки составляет 19 км.

## Данные водного реестра
По данным государственного водного реестра России относится к Камскому бассейновому округу, водохозяйственный участок реки — Уфа от Нязепетровского гидроузла до Павловского гидроузла, без реки Ай, речной подбассейн реки — Белая. Речной бассейн реки — Кама.
Код объекта в государственном водном реестре — 10010201112111100023576.